# Памятник Ясско-Кишинёвской операции (Кицканы)
Памятник Ясско-Кишинёвской операции — памятник в честь советских солдат, погибших во время Ясско-Кишинёвской операции, расположенный на территории села Кицканы. Находится на возвышенности примерно в 3 км к западу от села.
Памятник состоит из 35-метрового обелиска, к которому прикреплена чугунная плита с надписью на русском и молдавском языках, в которой сообщается о том, что 20 августа 1944 года именно с этого места началось наступление подразделений 3-го Украинского Фронта.
Возведён над братской могилой, в которой захоронено 1495 солдат, погибших во время операции.

## История
Открыт 9 мая 1972 года, автор проекта — С. М. Шойхет.
В период 1962—1990 годов в здании колокольни ликвидированного советскими властями Кицканского монастыря находился военный музей, посвященный операции. После восстановления монастыря музей перестал функционировать, потом его перенесли в Кицканский Дворец культуры.
У памятника проходят торжественные мероприятия в память советских солдат, погибших во время Второй Мировой войны, включая бои за освобождение Красной Армией Бендер в 1944 году.
Памятник изображён на купюре в один приднестровский рубль.
В 2007 году перед обелиском установлен камень в память погибших во время Приднестровского конфликта.
В 2009—2010 годах на памятнике проводились реставрационные работы.